# 周佩婷
周佩婷（英語：Angel Chow Pui Ting，1992年12月24日—），曾為香港無綫電視基本藝人合約女藝員，主要為無綫娛樂新聞台主播。亦為節目主持，包括翡翠台節目《Ben Sir學堂》和J2台節目《3日2夜》等。同時亦是言語治療師及珠寶設計師。

## 演出

### 節目主持
- 2016年至今：TVB娛樂新聞台主播
- 2016年： Ben Sir學堂
- 2017年： 3日2夜（第1輯）
- 2019年： 3日2夜（第3輯）
- 2019年： Do姐有問題（第3輯）
- 2020年： 到此一遊

### 電視劇
- 2016年： 愛·回家之八時入席 飾 美女（第118集）
- 2017年： 老表，畢業喇！
- 2017年： 踩過界
- 2018年： BB來了 飾 詢問處職員（第3集）
- 2018年： 愛·回家之開心速遞

### 電台節目
- 2022年4月11日至今：香港電台第一台《精靈一點》

## 外部鏈接
- 周佩婷的Instagram帳戶